# Ariel Galido
Ariel Galido MSC (* 3. Juni 1975 in Bacuag, Surigao del Norte) ist ein philippinischer römisch-katholischer Ordenspriester und emeritierter Apostolischer Präfekt der Marshallinseln.

## Leben
Ariel Galido trat der Ordensgemeinschaft der Herz-Jesu-Missionare bei und empfing am 9. Juni 2004 das Sakrament der Priesterweihe.
Am 28. Juni 2017 ernannte ihn Papst Franziskus zum Apostolischen Präfekten der Marshallinseln.
Am 14. Januar 2025 nahm Papst Franziskus seinen Verzicht auf das Amt des Apostolischen Präfekten an.